# ایلزفورد، نوا اسکوشیا
ایلزفورد، نوا اسکوشیا (به انگلیسی: Aylesford, Nova Scotia) یک منطقهٔ مسکونی در کانادا است که در شهرستان کینگز، نوا اسکوشیا واقع شده‌است. ایلزفورد ۲٬۴۰۸ نفر جمعیت دارد و ۳۲ متر بالاتر از سطح دریا واقع شده‌است.